# Żytomierska Obwodowa Administracja Państwowa

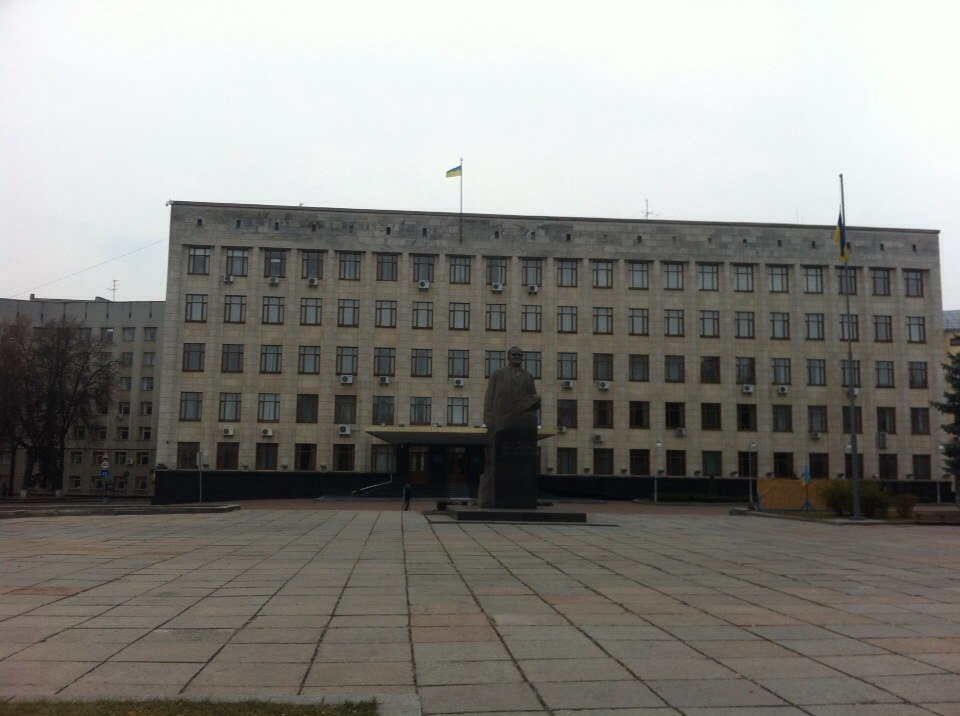
Budynek Administracji Państwowej Obwodu Żytomierskiego

Żytomierska Obwodowa Administracja Państwowa – obwodowa administracja państwowa (ODA), działająca w obwodzie żytomierskim Ukrainy.

## Przewodniczący ODA
- Serhij Ryżuk (od 11 stycznia 2004 do 3 lutego 2005)
- Pawło Żebriwski (do 19 grudnia 2005)
- Iryna Syniawśka (od 19 grudnia 2005 do 3 maja 2006)
- Jurij Andrijczuk (od 16 czerwca 2006 do 12 grudnia 2006)
- Jurij Pawłenko (od 26 grudnia 2006 do 17 października 2007)
- Jurij Zabeła (od 1 listopada 2007 do 18 marca 2010)
- Serhij Ryżuk (od 18 marca 2010 do 22 lutego 2014)
- Sydir Kizin (od 2 marca do 22 lipca 2014)
- Serhij Maszkowski (od 22 lipca 2014 do 31 sierpnia 2016)
- Ihor Hundycz (od 1 września 2016 do 26 października 2016 p.o., od 27 października 2016)